# PS Kocham cię (powieść)
PS Kocham cię (P.S. I love you) – debiutancka powieść irlandzkiej pisarki Cecelii Ahern. W 2007 roku w kinach pojawił się film na podstawie powieści Ahern pod tym samym tytułem. W Polsce książka ukazała się nakładem wydawnictwa Świat Książki w grudniu 2017 r.. W 2019 r. ukazała się druga część książki pt. PS Kocham Cię na zawsze".

## Fabuła
Akcja książki toczy się współcześnie. Główną bohaterką jest mieszkająca w Irlandii Holly Kennedy. Holly jest szczęśliwą żoną Gerry'ego. Nie wyobraża sobie swojego życia inaczej, niż wygląda ono w tej chwili. Okazuje się jednak, że Gerry jest ciężko chory i po jakimś czasie umiera. Holly długo nie może pogodzić się z jego utratą, dopóki Gerry nie zaczyna się z nią kontaktować. Mąż wiedząc, że wkrótce odejdzie, przygotował dla kobiety serię listów, które będą do niej przychodzić po jego śmierci, by pomóc jej wyzwolić się z otępienia i bólu, i nauczyć ją na nowo cieszyć się życiem. Im więcej listów dostaje Holly, im więcej zadań powierzonych przez Gerry'ego wykonuje, tym bardziej wraca do świata. Znów otwiera się na życie, świat, marzenia, przyjaźń, a może nawet na miłość.

## Adaptacja
Pod koniec 2007 roku w kinach pojawił się film na podstawie powieści Ahern pod tym samym tytułem. W roli głównej wystąpiła laureatka Oscara Hilary Swank, a towarzyszyli jej m.in.: Gerard Butler, Lisa Kudrow, Jeffrey Dean Morgan oraz (także laureatka Oscara) Kathy Bates.
Film był dość luźno oparty na książce. Wiele wątków zostało przedstawionych inaczej niż w powieści, a wiele zupełnie pominiętych. Mimo to, film osiągnął komercyjny sukces.